# Latina Football Club Polisportiva 1981-1982
Questa pagina raccoglie le informazioni riguardanti il Latina Football Club Polisportiva nelle competizioni ufficiali della stagione  1981-1982.

## Rosa
| N. |                   | Ruolo | Calciatore          |  |
| -- | ----------------- | ----- | ------------------- |  |
|    | Italia (bandiera) | A     | Raoul Albani        |  |
|    | Italia (bandiera) | C     | Fabio Alessandrelli |  |
|    | Italia (bandiera) |       | Boncori             |  |
|    | Italia (bandiera) | A     | Claudio Capogna     |  |
|    | Italia (bandiera) |       | Luca Casagrande     |  |
|    | Italia (bandiera) | C     | Damiano Coletta     |  |
|    | Italia (bandiera) | C     | Angelo Corsini      |  |
|    | Italia (bandiera) | C     | Corrado Del Grosso  |  |
|    | Italia (bandiera) | P     | Franco Del Prete    |  |
|    | Italia (bandiera) | A     | Gennaro Del Prete   |  |
|    | Italia (bandiera) | A     | Giancarlo Drago     |  |
|    | Italia (bandiera) | A     | Angelo Fadigati     |  |
|    | Italia (bandiera) | C     | Maurizio Ghio       |  |
|    | Italia (bandiera) | D     | Fabrizio Innocenti  |  |
|    | Italia (bandiera) | D     | Giovanni Lanza      |  |
|    | Italia (bandiera) | D     | Massimo Lattuca     |  |

| N. |                   | Ruolo | Calciatore          |
| -- | ----------------- | ----- | ------------------- |
|    | Italia (bandiera) | P     | Nunzio Lo Muscio    |
|    | Italia (bandiera) | D     | Moreno Mancini      |
|    | Italia (bandiera) |       | Monaco              |
|    | Italia (bandiera) | D     | Giovanni Pelusio    |
|    | Italia (bandiera) |       | Piacenti            |
|    | Italia (bandiera) | C     | Roberto Piacenza    |
|    | Italia (bandiera) | D     | Massimo Pietrantoni |
|    | Italia (bandiera) | C     | Roberto Policano    |
|    | Italia (bandiera) | C     | Giacomo Polidori    |
|    | Italia (bandiera) | P     | Gabriele Pratesi    |
|    | Italia (bandiera) | A     | Marco Ragni         |
|    | Italia (bandiera) | C     | Silvio Ronci        |
|    | Italia (bandiera) |       | Ruis                |
|    | Italia (bandiera) |       | Rusconi             |
|    | Italia (bandiera) | C     | Alfredo Tontini     |

## Risultati

### Campionato

#### Girone di andata
| 20 settembre 1981 1ª giornata | Nocerina | 0 – 0 | Latina |  |

| 27 settembre 1981 2ª giornata | Latina | 1 – 1 | Taranto |  |

| 4 ottobre 1981 3ª giornata | Reggina | 1 – 0 | Latina |  |

| 11 ottobre 1981 4ª giornata | Latina | 1 – 0 | Livorno |  |

| 18 ottobre 1981 5ª giornata | Salernitana | 2 – 1 | Latina |  |

| 25 ottobre 1981 6ª giornata | Latina | 2 – 2 | Campobasso |  |

| 1º novembre 1981 7ª giornata | Virtus Casarano | 1 – 1 | Latina |  |

| 8 novembre 1981 8ª giornata | Latina | 1 – 1 | Francavilla |  |

| 15 novembre 1981 9ª giornata | Giulianova | 1 – 0 | Latina |  |

| 22 novembre 1981 10ª giornata | Latina | 0 – 0 | Paganese |  |

| 29 novembre 1981 11ª giornata | Casertana | 2 – 0 | Latina |  |

| 6 dicembre 1981 12ª giornata | Latina | 1 – 1 | Rende |  |

| 13 dicembre 1981 13ª giornata | Benevento | 2 – 0 | Latina |  |

| 20 dicembre 1981 14ª giornata | Civitanovese | 2 – 0 | Latina |  |

| 3 gennaio 1982 15ª giornata | Latina | 2 – 1 | Campania |  |

| 10 gennaio 1982 16ª giornata | Arezzo | 2 – 0 | Latina |  |

| 17 gennaio 1982 17ª giornata | Latina | 1 – 1 | Ternana |  |

#### Girone di ritorno
| 24 gennaio 1982 18ª giornata | Latina | 0 – 0 | Nocerina |  |

| 31 gennaio 1982 19ª giornata | Taranto | 1 – 0 | Latina |  |

| 7 febbraio 1982 20ª giornata | Latina | 1 – 1 | Reggina |  |

| 14 febbraio 1982 21ª giornata | Livorno | 2 – 1 | Latina |  |

| 21 febbraio 1982 22ª giornata | Latina | 1 – 1 | Salernitana |  |

| 28 febbraio 1982 23ª giornata | Campobasso | 4 – 0 | Latina |  |

| 7 marzo 1982 24ª giornata | Latina | 2 – 1 | Virtus Casarano |  |

| 21 marzo 1982 25ª giornata | Francavilla | 2 – 1 | Latina |  |

| 28 marzo 1982 26ª giornata | Latina | 1 – 0 | Giulianova |  |

| 4 aprile 1982 27ª giornata | Paganese | 1 – 0 | Latina |  |

| 18 aprile 1982 28ª giornata | Latina | 0 – 2 | Casertana |  |

| 25 aprile 1982 29ª giornata | Rende | 3 – 0 | Latina |  |

| 2 maggio 1982 30ª giornata | Latina | 0 – 2 | Benevento |  |

| 9 maggio 1982 31ª giornata | Latina | 1 – 1 | Civitanovese |  |

| 16 maggio 1982 32ª giornata | Campania | 1 – 1 | Latina |  |

| 23 maggio 1982 33ª giornata | Latina | 0 – 2 | Arezzo |  |

| 30 maggio 1982 34ª giornata | Ternana | 2 – 2 | Latina |  |